# Автошлях М 22
Автошлях М 22 — автомобільний шлях міжнародного значення на території України, Полтава — Олександрія. Проходить територією Полтавської та Кіровоградської областей.

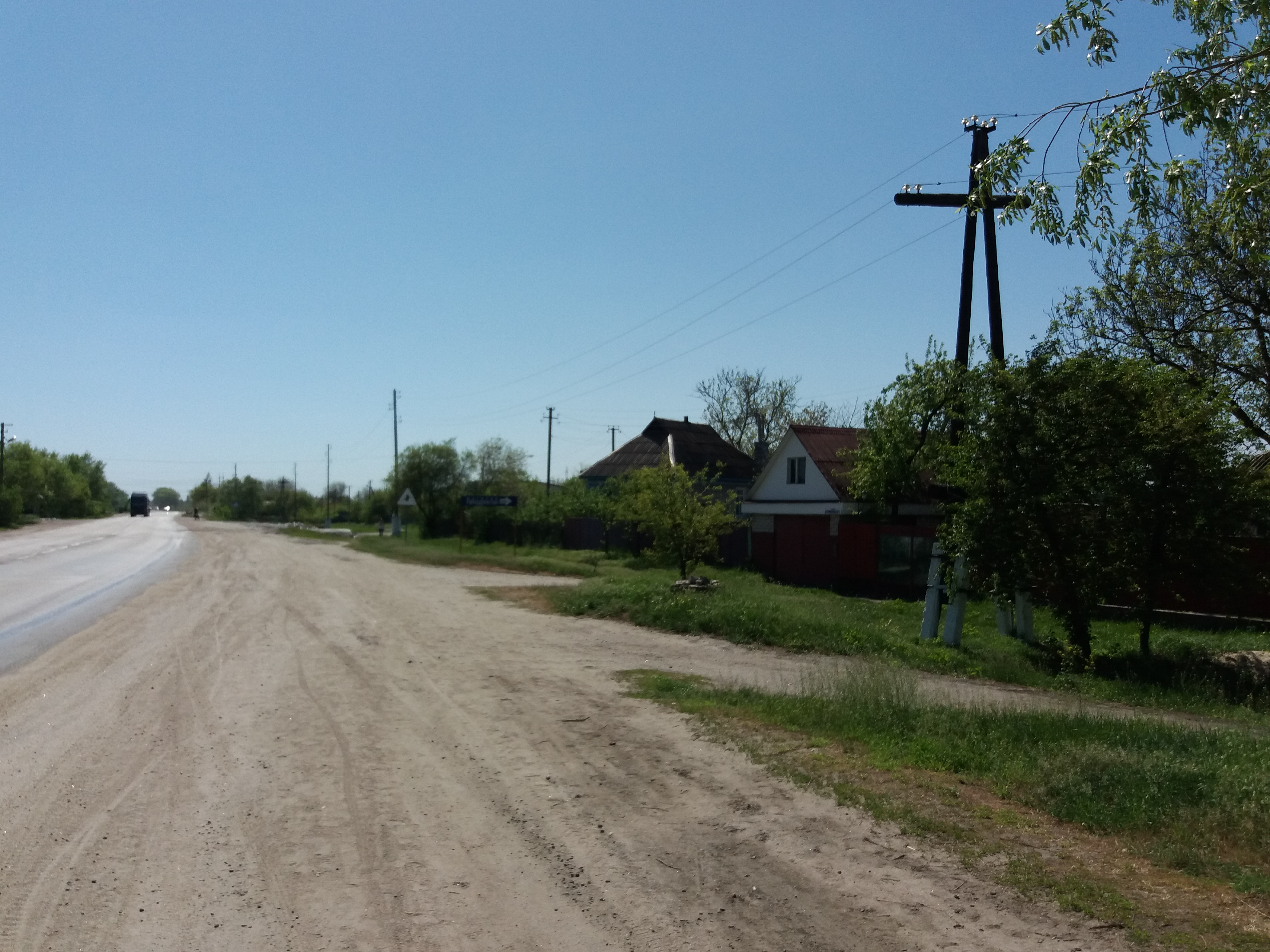
Автошлях М 22 у селі Щербаки Кременчуцького району

Починається в Полтаві, проходить через Козельщину, Кременчук та закінчується в місті Олександрія.
Є частиною європейського маршруту E584.

## Загальна довжина
Полтава — Олександрія — 148,2 км.
Під'їзд до смт Козельщина — 2,4 км.
Разом — 150,6 км.

## Маршрут
Автошлях зокрема проходить через такі населені пункти:
| Автошлях М 21              | |
| Полтава                    | Вулиця Європейська E40М03 |
| Полтавська область         | |
| Полтавський район          | |
| Розсошенці                 | |
| Мачухи                     | |
| Судіївка                   | |
| Лелюхівка                  | |
|                            | Н31 |
| Кременчуцький район        | |
| Андрійки                   | |
|                            | М22 (під'їзд до смт. Козельщина) |
| Під'їзд до смт. Козельщина | |
| Козельщина                 | |
| Кременчуцький район        | |
| Підгорівка                 | |
| Базалуки                   | |
| Солонці                    | |
| Щербаки                    | |
| Кременчук                  | Полтавський проспект, проспект Свободи, вулиця Олександра Халаменюка, вулиця Першотравнева, вулиця Небесної Сотні, Крюківський міст, вулиця Чумацький шлях, вулиця Академіка Герасимовича, Н08 |
| Кременчуцький район        | |
| Маламівка                  | |
| Білецьківка                | Р10 |
| Кіровоградська область     | |
| Олександрійський район     | |
| Павлиш                     | Т 1203 |
| Олександрія                | Кременчуцьке шосе Т 1215 |